# José Ornellas
José Ornellas de Sousa Filho (Rio de Janeiro, 30 de novembro de 1921 – Rio de Janeiro, 28 de junho de 2025) foi um militar e político brasileiro. Foi governador do Distrito Federal de 1982 a 1985 e integrou a Câmara Legislativa em sua primeira legislatura, entre 1991 e 1995.

## Biografia
Natural do Rio de Janeiro, na época em que esta era a capital federal do país, Ornelas serviu no Exército, alcançando o posto de coronel. Cursou Comando e Estado-Maior no Brasil e nos Estados Unidos. Foi apenas em 1973 que passou a morar em Brasília, onde foi designado para um trabalho provisório. Decidiu se manter na cidade, trabalhando na Telecomunicações Brasileiras S.A. (Telebras), onde foi secretário de recursos humanos e vice-presidente.
Em junho de 1982, Ornelas foi designado governador do Distrito Federal por João Figueiredo, presidente da República durante a ditadura militar. Seu nome foi indicado ao presidente pelo senador paraense Jarbas Passarinho. Aprovado pelo Senado Federal, assumiu o cargo em julho do mesmo ano.
Em abril de 1985, o novo presidente José Sarney demitiu Ornellas do cargo, alegadamente por se irritar com a repressão promovida pelo secretário de Segurança Pública do DF a uma greve de motoristas de ônibus.
Orlenas se filiou ao Partido Liberal e pela legenda concorreu a um assento na Câmara Legislativa em 1990, a primeira eleição realizada para o legislativo distrital. Eleito com 3.580 votos, foi empossado para a primeira legislatura em janeiro de 1991. No biênio de 1991 a 1992, foi o segundo secretário da casa.
Em 1993, Ornelas assumiu o comando da Secretaria Indústria, Comércio e Desenvolvimento no governo de Joaquim Roriz. Manteve-se neste cargo durante oito meses e concorreu à reeleição, sem êxito, no pleito de 1994. Posteriormente, trabalhou como assessor na Federação do Comércio de Bens, Serviços e Turismo do Distrito Federal.
Casou-se com Zely Ornellas, com quem teve dois filhos.
Morreu no dia 28 de junho de 2025 aos 103 anos.